# Ruaha
Le Ruaha (en anglais : Great Ruaha River) est une rivière située dans le centre-sud de la Tanzanie, qui coule à travers les zones humides Usangu et le parc national de Ruaha — à l'est du Rufiji. Son bassin versant mesure 83 970 km2 (32 421 mi2). Il est en partie régulé par le barrage de Kidatu.